# Р-123

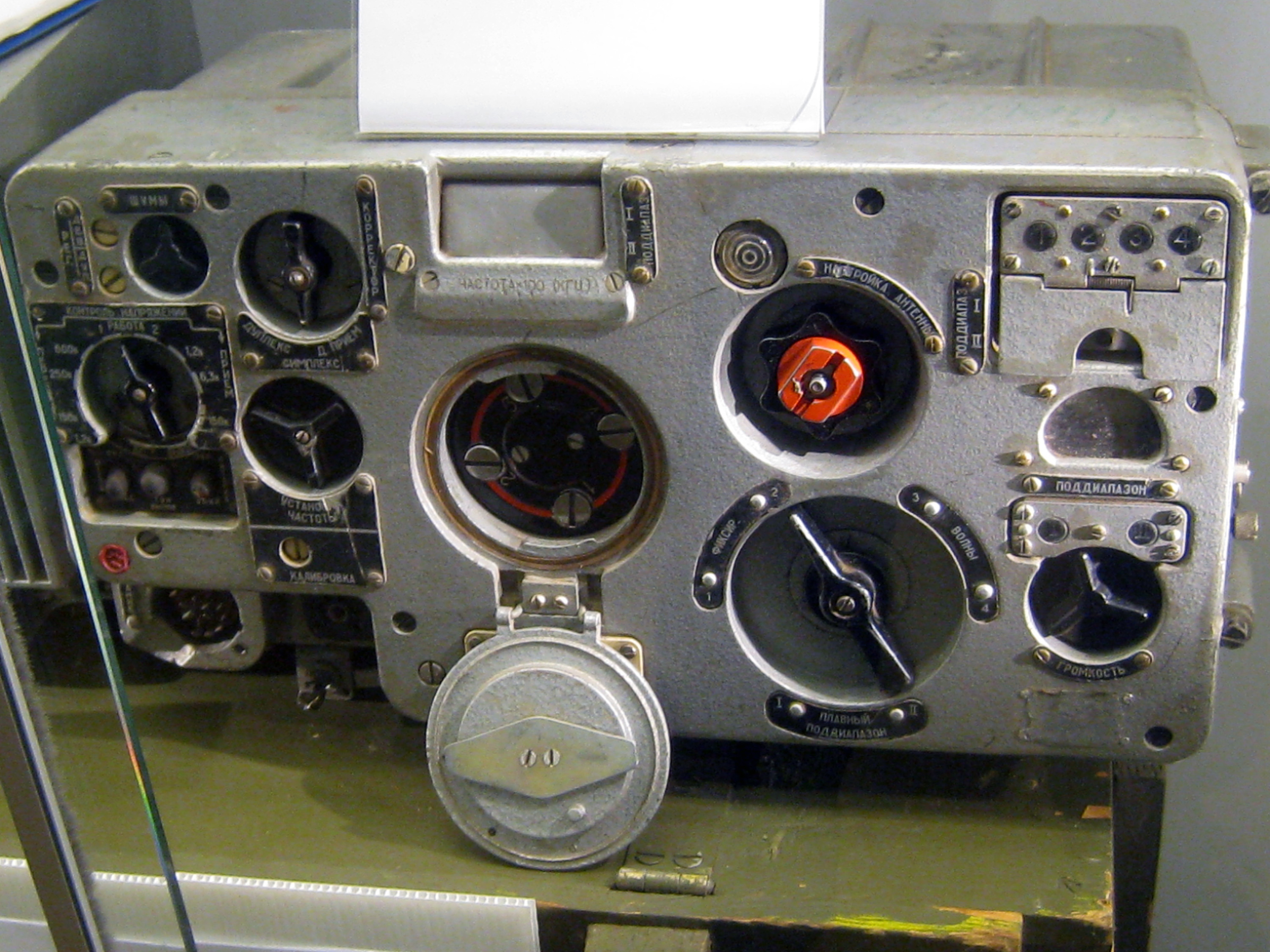

Р-123 «Магнолия» (жаргонное прозвище — «раз-два-три») — советская ламповая не автоматизированная с электромеханической подстройкой УКВ-радиостанция, разработанная в 1959 году.

## Описание
Советская танковая УКВ-радиостанция LB-диапазона Р-123 «Магнолия» была разработана на замену радиостанции Р-113 и отличалась от неё главным образом более широким диапазоном рабочих частот (что позволяет, например, установить связь с корреспондентом, работающим на Р105/Р105М) и возможностью настройки на четыре предустановленных канала (что позволяет оперативно выбирать канал во время движения).
Радиостанция рассчитана на ведение радиосвязи с частотной модуляцией и собрана по трансиверной схеме. Приёмная часть станции — супергетеродин с однократным преобразованием частоты, передающая имеет оконечный каскад на пентоде ГУ-50.
Блок питания - трансформаторного типа (на станциях аналогичного назначения ранее применялись умформеры - мотор-генераторы), где все необходимые напряжения получаются со вторичных обмоток трансформатора, а первичные запитаны от транзисторного генератора. 
Элементная база: стержневые радиолампы 1Ж29Б и радиолампа ГУ-50 (в оконечном каскаде передатчика), биполярные транзисторы П210 и П213 (в блоке питания).

## Тактико-технические характеристики
Предназначалась для размещения в бронированных машинах и работе при температурах от −50℃ до +50℃ с питанием от бортовой сети напряжением 26 В (либо 13 В).
Основные тактико-технические характеристики:
Конструктивное исполнение: Блок приемопередатчика (Р-123), блок питания (БП-26 или БП-13), опционально шлемофон, гарнитура, перговорное устройство Р-124, антенна штыревая АШ.
Дальность связи с однотипными радиостанциями, максимальная, км: 14, при выключенном двигателе бронемашины и отключении механизма шумоподавления до 20.
Диапазон частот: МГц — 27-51
Количество поддиапазонов: 2
Способ отображения рабочей частоты: оптическая шкала
Сервисные функции: фиксированная настройка на 4 предустановленные частоты.

## История разработки
В 1958 году был создан Воронежский научно-исследовательский институт связи (п/я 299), в который были переведены ведущие специалисты из КБ Воронежского завода «Электросигнал» и сюда же передана опытно-конструкторская разработка «Магнолия». Осенью 1959 года на полигоне в Кубинке начались Государственные испытания радиостанции, а в 1960 году началось освоение серийного производства радиостанции, получившей индекс Р-123 на Сарапульском радиозаводе. Радиостанция Р-123 серийно выпускалась свыше 30 лет.